# Ascorhynchus insularus
Ascorhynchus insularus là một loài nhện biển trong họ Ascorhynchidae. Loài này thuộc chi Ascorhynchus. Ascorhynchus insularus được miêu tả khoa học năm 1972 bởi Clark.